# Çardaközü, Günyüzü
Çardaközü là một xã thuộc huyện Günyüzü, tỉnh Eskişehir, Thổ Nhĩ Kỳ. Dân số thời điểm năm 2011 là 217 người.